# Расулиды

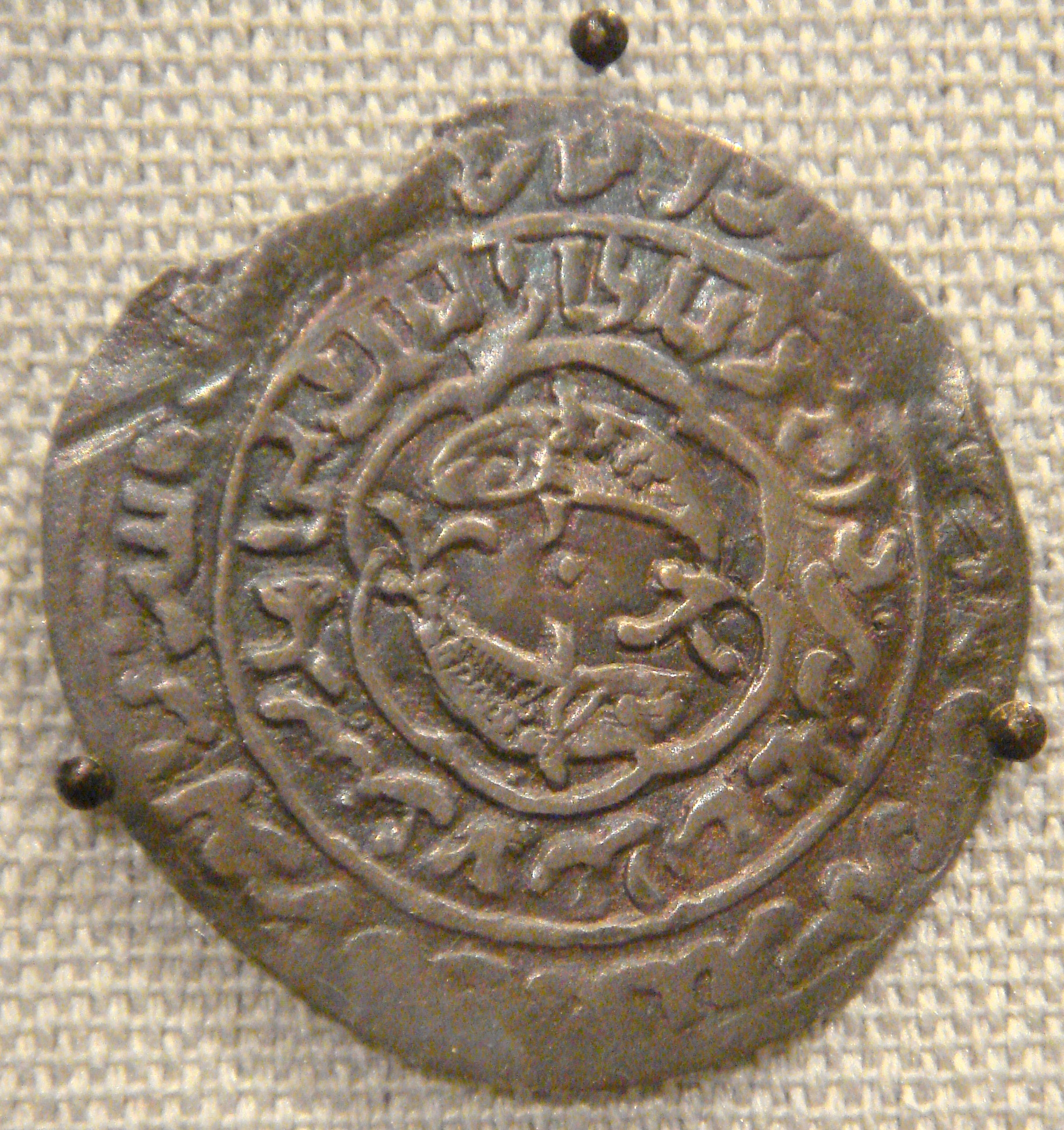
Монета Расулидов, Аден, Йемен, 1335 г.

Расулиды (араб. بنو رسول‎, Banū Rasūl) — суннитская мусульманская династия, правившая в средневековом Йемене с 1229 по 1454 гг.
Прародителем династии был Расул (настоящее имя Мухаммад ибн Харун) — глава одного из туркмено-огузских племён. Есть версия об арабском происхождении рода, отделившегося от арабов-Гассанидов. Расул прибыл в Йемен в 1180 году в качестве посланника к Аббасидскому халифу. Его сын Али (ум. 1217) некоторое время был губернатором Мекки, а его внук Умар ибн Али стал первым султаном династии Расулидов.

## Основание династии
Курдские Айюбиды владели большой частью территории Йемена с 1173 года. Последний правитель Йемена, аль-Малик аль-Масуд Юсуф, покинул должность в 1229 году и передал управление своему доверенному лицу. Это был Умар бин Али, который номинально признавал власть Айюбидов над Йеменом. В 1235 году он стал единоличным правителем Йемена, получив признание Аббасидского халифа аль-Мустансира. По короновании он принял имя аль-Малик аль-Мансур. Его правление в определённом смысле являлось прямым продолжением власти Айюбидов, основанной на контроле над вооружёнными силами и одобрении Аббасидов, а не на согласии народа. Столицей Йемена стал город Забид, однако аль-Малик аль-Мансур пал жертвой внутренних интриг в 1249 году, когда собственные стражники убили его по наущению его племянника Асад ад-Дина. На престол был возведён его сын аль-Музаффар Юсуф I (1249—1295), при котором Йеменский султанат достиг своего апогея. Новый султан подтвердил право династии на Тихамское побережье и южные нагорья. Сана, один из традиционных центров зейдитских имамов, был временно оккупирован. Горный город Таиз, наравне с Забидом, стал второй столицей Йемена. После захвата Багдада Хулагу, аль-Малик аль-Музаффар Юсуф I присвоил себе титул халифа.

## Культура
Несколько султанов из династии Расулидов были писателями. Например, Аль-Афдаль аль-Аббас (1363—1377 гг.) написал обширный трактат, Fusul majmua fi’l-anwa' wa 'l-zuru' wa 'l-hisad. Его сын, Аль-Ашраф Исмаил I (1377—1401 гг.), стал автором Всеобщей истории Йемена. В основном, султаны возводили мечети и медресе, украшая Таиз и другие города красивыми зданиями. Среди самых известных сооружений — Джами аль-Музаффар (XIII век) и Ашрафия (XIV век). Эти сооружения несут не йеменские, а египетские и сирийские архитектурные черты. Монеты чеканились с 1236 по 1438 гг. Монетные дворы были в нескольких городах, причём на каждом дворе производили монеты со своим символом: рыба на аденских монетах, птица на забидских, человек на таизских, лев на аль-маджамских.

## Падение династии
В конце концов, Расулиды стали неспособны поддерживать цветущее государство. Зейдиты вернули себе землю в Йеменском нагорье, а в 1324 году захватили Сану. Постепенно росло влияние мамлюкских султанов в Хиджазе. В 1350 году расулидский султан Аль-Муджахид Али был захвачен египтянами во время паломничества, и находился в плену в Египте в течение года. Султану ан-Насиру Ахмаду (1400—1424 гг.) удалось возродить династию и даже установить политические отношения с Китаем. Купцы с востока, как правило, обходили Аден из-за высоких поборов и торговали в Джедде, в сфере влияния Мамлюков. Первоначально борьба за власть происходила между Расулидами, а на закате династии в неё стали вмешиваться влиятельные семейства. Наиболее важным из них был род Тахира, владеющий Джубаном и Аль-Микранахом. В 1442 году произошло восстание рабов-воинов султана. В 1443 году Тахир подчинил себе Лахдж, а в 1454 г. — Аден. В том же году последний султан из династии Расулидов, аль-Масуд Абу аль-Касим отказался от престола в пользу аз-Зафира Амира ибн Тахира и удалился в Мекку. На престол воссел новый правящий клан, владевший Йеменом в 1454—1517 гг., известный как династия Тахиридов.

## Список султанов династии Расулидов

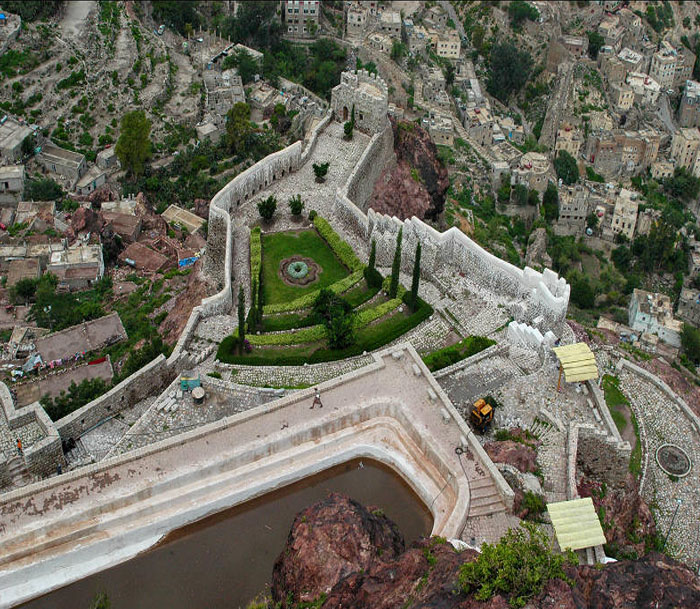
Крепость аль-Кахира в Таизе — столице Расулидов

| Имя                              | Годы правления |
| -------------------------------- | -------------- |
| аль-Малик аль-Мансур Умар I      | 1229—1249      |
| аль-Малик аль-Музаффар Юсуф I    | 1249—1295      |
| аль-Малик аль-Ашраф Умар II      | 1295—1296      |
| аль-Малик аль-Муайяд Дауд        | 1296—1322      |
| аль-Малик аль-Муджахид Али       | 1322—1363      |
| аль-Малик аль-Афдаль аль-Аббас   | 1363—1377      |
| аль-Малик аль-Ашраф Исмаил I     | 1377—1400      |
| аль-Малик ан-Насир Ахмад         | 1400—1424      |
| аль-Малик аль-Мансур Абдаллах    | 1424—1427      |
| аль-Малик аль-Ашрафа Исмаил II   | 1427—1428      |
| аль-Малик аз-Захир Яхья          | 1428—1439      |
| аль-Малик аль-Ашрафа Исмаил III  | 1439—1441      |
| аль-Малик аль-Музаффар Юсуф II   | 1441—1454      |
| аль-Малик аль-Афдаль Мухаммад    | 1442           |
| аль-Малик ан-Насир Ахмад         | 1442           |
| аль-Малик аль-Муайяд Хусейн      | 1451—1454      |
| аль-Малик аль-Масуд Абу-ль-Касим | 1442—1454      |